# Aeroportul La Tabatière
Aeroportul La Tabatière (IATA: ZLT) este un aeroport din Gros-Mécatina⁠(d), Le Golfe-du-Saint-Laurent⁠(d), Côte-Nord⁠(d), Provincia Québec, Canada ce deservește zona Gros-Mécatina⁠(d).
Situat la o altitudine de 31 m, aeroportul dispune de o singură pistă. Este operat de Transports Québec⁠(d).